# Fereydun Naserin
Fereydun Naserin (* 1930 in Teheran) ist ein iranischer Komponist und Dirigent.

## Leben
Fereydun Naserin wurde 1930 in Teheran geboren. Er studierte an der iranischen Musikakademie und dem königlichen Musikkonservatorium in Brüssel. Seine erste Komposition entstand im Jahr 1972 zu dem Film Sattar Khan von A. Hatami. Von 1991 bis 2005 übernahm Fereydun Naserin die Leitung des Philharmonischen Orchesters Teheran. Naserin schrieb die Filmmusik zu den Filmen The Season of Blood (1981), Captain Khorshid (1986), Hey, Joe! (1988), O Iran (1990), The Attorney General (1991).